# 高岡市民病院
高岡市民病院（たかおかしみんびょういん）は、富山県高岡市宝町にある医療機関。高岡医療圏の中核病院である。
その他近隣の主要な病院として、厚生連高岡病院、済生会高岡病院、JCHO高岡ふしき病院などがあり、高岡市民病院は厚生連高岡病院の次に規模が大きく、二次救急医療を担当している。

## 沿革
- 昭和26年（1951年）10月1日 - 健康保険高岡市民病院として向野地内にて開院[1]。当初の診療科目は内科、外科、整形外科で、入院患者の収容能力は50人であった。同年中に耳鼻咽喉科、皮膚科、泌尿器科、産婦人科、小児科が開設されたのをはじめ、順次診療科目の充実が図られた。
- 昭和29年（1954年）4月 - 高岡市民病院付属准看護婦養成所発足。
- 昭和30年（1955年）8月 - 前年度より着工していた伝染病棟（収容人員52人）開設。
- 昭和33年（1958年）6月3日 - 病院内に県内最初の肢体不自由児学級『こまどり学級』が開設される[2]。
- 昭和34年（1959年）4月 - 総合病院として承認。
- 昭和39年（1964年）5月 - 救急病院として指定。この頃より新病棟建設のための設計やボーリングが行われる。
- 昭和40年（1965年）3月 - 建物の一部が国有財産であったのを高岡市が買収したのに伴い、同年4月1日に名称を健康保険高岡市民病院から高岡市民病院に改める[3]。
- 昭和41年（1966年）秋 - 新病棟竣工式。
- 昭和42年（1967年）度 - 昭和43年（1968年）度 - 45床収容の伝染病棟を建設。
- 昭和46年（1971年） - 昭和45年（1970年）4月の高等看護学院（現在の高岡看護専門学校）開校に伴い、付属准看護婦養成所が廃校。
- 昭和63年（1988年） - 病院経営健全化計画策定。
- 平成8年（1996年）3月 - 新病院改築工事起工式。
- 平成8年（1996年）11月 - 災害拠点病院として指定。
- 平成12年（2000年）4月25日 - 外来診療棟完成[4]。
- 平成15年（2003年）10月 - 財団法人日本医療機能評価機構認定病院（一般病院）の認定。
- 平成19年（2007年）1月 - 地域がん診療連携拠点病院として指定。
- 平成19年（2007年）10月 - 電子カルテシステムが稼働。
- 平成19年（2007年）10月 - 日本がん治療認定医機構認定研修施設として指定。
- 平成20年（2008年）12月 - 財団法人日本医療機能評価機構認定病院（一般病院）の更新認定。
- 平成21年（2009年）4月 - DPC（包括評価方式）病院。
- 平成29年（2017年）4月 - 併設されていた高岡市立看護専門学校が再編により富山県高岡看護専門学校となり、高岡駅前のソラエ高岡に移転。
- 令和6年（2024年）4月 - 眼科をアイセンターに改称（富山県内では富山大学附属病院、真生会富山病院に次いで3ヵ所目）[5]。
- 令和7年（2025年）8月5日 - 病院内のカフェと売店を集約し、ホテルニューオータニ高岡が運営するコンビニエンスストア『ローソン高岡市民病院店』がオープン[6]。

## 診療科
- 内科（呼吸器内科、循環器内科、内分泌内科、腎・膠原病内科、リウマチ科、血液内科、和漢診療科）
- 精神神経科
- 神経内科
- 消化器内科
- 小児科
- 外科（消化器外科、乳腺外科、甲状腺外科）
- 整形外科
- 形成外科
- 脳神経外科
- 胸部・血管外科（呼吸器外科、血管外科）
- 皮膚科
- 泌尿器科
- 産婦人科（産科、婦人科）
- アイセンター（眼科）[5]
- 耳鼻咽喉科
- リハビリテーション科
- 放射線科（放射線科、核医学科）
- 歯科口腔外科（歯科、口腔外科）
- 麻酔科・集中治療科

## 中央診療部門
- 薬剤部 薬剤科（調剤・服薬指導・医薬品管理）
- 放射線部 放射線技術科（X線撮影、透視、CT検査、MRI検査、血管撮影・IVR、核医学検査、放射線治療）
- 検査部 検査科（尿・血液等検体検査、生化学検査、生理機能検査、病理検査、細菌検査、輸血）
- 看護部 看護科（看護全般・診療補助）
- リハビリテーション科【中央診療部門】（理学療法・作業療法・言語聴覚療法・マッサージ）
- 歯科口腔外科【中央診療部門】（歯科衛生・歯科技工）
- 眼科【中央診療部門】（視能訓練・視機能検査）
- 医療機器管理センター（臨床工学）
- 地域医療部
- 検診部
- 手術部
- 救急外来
- 人工透析室（透析（血液浄化療法））

## 診療補助・事務部門
- 栄養管理課（献立作成、調理、栄養指導、食事療法）
- 総務課
- 医事課
- 病歴管理室
- 中央監視室
- 中央滅菌室
- 物品管理室

## フロアの主な構成
- 地階：医療機器管理センター、栄養管理課、病歴管理室、中央監視室、中央滅菌室　など
- 1階：総合受付、一般外来、救急外来、放射線部、薬剤部、病棟（感染症）、医事課　など
- 2階：一般外来、検査部、地域医療部、人工透析室、化学療法室、医局、看護部、総務課　など
- 3階：集中治療室、手術部、分娩室、病棟（外科・産婦人科・胸部血管外科・麻酔科）　など
- 4階：病棟（脳神経外科・精神神経科・神経内科・泌尿器科・眼科・皮膚科・歯科口腔外科・放射線科）　など
- 5階：病棟（整形外科・胃腸科・小児科・形成外科）、小児教室、ヘリポート　など
- 6階：病棟（内科一般・内科結核・緩和ケア）　など

## 病床数
476床（一般408床、精神50床、結核12床、感染6床）

## 医療機関の指定等
- 財団法人日本医療機能評価機構認定病院（一般病院）
- 地域がん診療連携拠点病院
- 日本がん治療認定医機構認定研修施設
- 富山県災害拠点病院
- 二次救急担当病院
- DPC（包括評価方式）病院
- 開放型病床承認病院
- 第二種感染症指定医療機関

## 院内施設
- 外来食堂・職員食堂 アリカワ
- コンビニエンスストア ローソン高岡市民病院店[6]
- 理容室
- 金融機関ATM
- 自動販売機（飲料、新聞、病棟用テレビカード）

## その他
- 電子カルテ導入
- 救急医療用屋上ヘリポート設置
- 院内・敷地内全面禁煙

## 交通
- あいの風とやま鉄道線・JR氷見線・JR城端線 高岡駅よりタクシー10分、徒歩30分
- JR氷見線 越中中川駅より徒歩8分
- 万葉線 市民病院前電停より徒歩2分
- 加越能バス 病院正面玄関前停留所よりすぐ
- 加越能バス 職業安定所前停留所より徒歩2分

## 関連大学
- 金沢大学
- 富山大学
- 金沢医科大学

他